# Hitachi-Ōmiya
Hitachi-Ōmiya (jap. 常陸大宮市, -shi) ist eine Stadt in Japan in der Präfektur Ibaraki.

## Geographie
Hitachi-Ōmiya liegt westlich von Hitachi und nördlich von Mito.

## Geschichte
Die Stadt Hitachi-Ōmiya wurde am 16. Oktober 2004 aus den ehemaligen Gemeinden Yamagata, Miwa, Ogawa und Omaeyama im Naka-gun gegründet.

## Verkehr
- Straße:
  - Nationalstraßen 118, 123, 293
- Zug:
  - JR Suigun-Linie

## Angrenzende Städte und Gemeinden
- Hitachi-Ōta
- Naka
- Nasukarasuyama